# O Herre, i dina händer
O Herre, i dina händer är en psalm, med text skriven 1933 av finlandssvenska författare Viola Renvall. Musiken är skriven 1955 av finlandssvenske kompositören Sulo Salonen.

## Publicerad i
- 1986 års psalmbok som nr 520 under rubriken "Stillhet - meditation".
- Svensk psalmbok för den evangelisk-lutherska kyrkan i Finland (1986) som nr 341 under rubriken "Tvivel och tro".
- Psalmer och Sånger 1987 som nr 565 under rubriken "Att leva av tro - Stillhet - meditation".[1]